# La elevación de los pupilos
La elevación de los pupilos es un universo de ficción creado por el escritor de ciencia ficción David Brin siendo la característica central de este universo la elevación/evolución asistida de las especies a la Sapiencia. Aparte de las novelas, hay también una historia corta  "Aficionado" (originalmente titulado "La vida en el extremo"), publicada en 1998 y una novela Temptation publicado en 1999 en Horizontes lejanos,que desarrolla el mismo escenario. Brin también escribió Contactando a los aliens: Una guía ilustrada del universo de la elevación de los pupilos de David Brin, una guía acerca de los antecedentes de la serie. 

## Resumen
En el universo de la elevación de los pupilos existe una civilización intergaláctica denominada de las Cinco Galaxias, que incluye una multitud de razas inteligentes, ha existido durante miles de millones de años. Esta civilización se perpetúa por el acto de la Elevación, evolución en la que una especie tutora modifica a una especie Pupila o Pre-Sapiente hasta que alcance la plena sapiencia. Las especies pupilas suelen ser sirvientes por contrato de las especies tutoras que les elevan por un periodo de 100.000 años. La tutoría de una especie genera ganancias considerables, y los pupilos y los tutores a veces se unen en poderosos clanes. De todos modos el grado de tutor puede perderse debido al exterminio, o a crímenes graves contra la civilización galáctica.
En general se acepta en este universo que el proceso de elevación se inició hace por lo menos mil millones de años por una especie conocida sólo como los  Progenitores. La humanidad es una rara anomalía en este universo, ya que en apariencia es una especie que ha alcanzado la sapiencia sin tutor conocido: Si verdaderamente la humanidad evolucionó de manera independiente, o si fue abandonada plenamente por un tutor desconocido a principios de su elevación, es un tema de intenso debate. La mayoría de la humanidad cree que son lobeznos, es decir una especie que se ha elevado a sí misma, sin manipulación genética de una especie tutora, a la sapiencia. Esta creencia es considerada herejía y ridícula por la mayoría de la civilización galáctica y ha hecho enemigos de la humanidad, el Clan terrestre, a la mayor parte de los poderes galácticos. Además, el hecho de que la humanidad hubiera elevado ya a dos especies (neo-chimpancés y neo-delfines) cuando se encontró con la civilización galáctica concedió a la humanidad rango de tutor, lo cual es una de las pocas cosas buenas que le ha sucedido al Clan terrestre en su difícil posición de paria en la civilización galáctica. Esto salvó a la humanidad del destino probable de convertirse en pupila de otra raza a través de una adopción forzada o ser exterminados por el daño ambiental causado a la Tierra y a sus especies nativas.